# Orde van wilgenvloedbossen en -struwelen
De orde van wilgenvloedbossen en -struwelen (Salicetalia) is een orde uit de klasse van wilgenvloedbossen en -struwelen (Salicetea purpureae). Het omvat bosplantengemeenschappen die voorkomen op periodiek overstroomde laaggelegen gronden, en die gedomineerd wordt door smalbladige wilgen.

## Naamgeving en codering
| Salicetalia albae Th.Müll. & Görs 1958 |

- Frans: Saulaies pionnieres de rivières de montagnes
- Duits: Weichholzauen-Gehölze, Weichholzauen und Purpurweidengesellschaften
- Engels: Willow scrub and trees on river banks
- Syntaxoncode voor Nederland (rVvN): r41A

De wetenschappelijke naam Salicetalia is afgeleid van de botanische naam van een kensoort van deze klasse, de schietwilg (Salix alba).

## Fysiognomie
Voor de fysiognomie van deze orde, zie de klasse van wilgenvloedbossen en -struwelen.

## Onderliggende syntaxa in Nederland en Vlaanderen
De orde van wilgenvloedbossen en -struwelen wordt in Nederland en Vlaanderen vertegenwoordigd door maar één verbond en drie onderliggende associaties
- - verbond van wilgenvloedbossen en -struwelen (Salicion albae)
    - bijvoet-ooibos (Artemisio-Salicetum albae)
    - lissen-ooibos (Irido-Salicetum albae)
    - veldkers-ooibos (Cardamino amarae-Salicetum albae)

## Diagnostische taxa voor Nederland en Vlaanderen
De orde van wilgenvloedbossen en -struwelen heeft voor Nederland en Vlaanderen geen specifieke kensoorten. Voor een overzicht van de voornaamste ken- en begeleidende soorten van de klasse, zie de klasse van wilgenvloedbossen en -struwelen.

## Fotogalerij

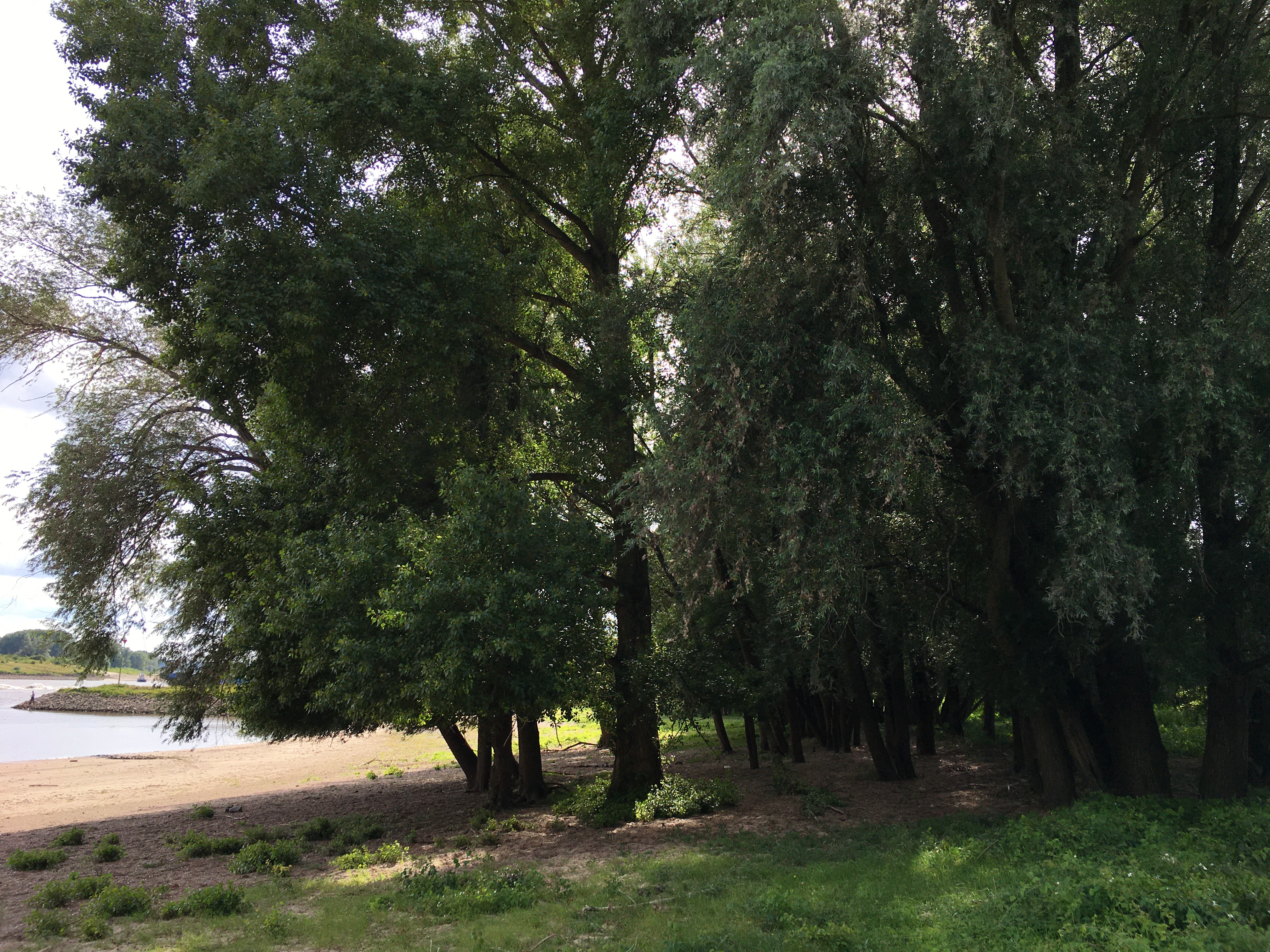
Bijvoet-ooibos